# Белария-Иджеа Марина
Бела̀рия-Иджѐа Марѝна (на италиански: Bellaria-Igea Marina, на местен диалект Belèria-Igèa Marèna, Белерия-Иджеа Марена) е община в северна Италия, провинция Римини, регион Емилия-Романя. Разположен е на брега на Адриатическото море. Населението на общината е 19 358 души (към 2010 г.).
Административен център е град Белария. Друг важен център е градче Иджеа Марина.